# Randy Ebright
Randy Clifford Ebright Wideman (Ithaca, Míchigan; 16 de mayo de 1977), también conocido como «El Gringo Loco»,  «Amerinaco» o «El Güero», es un músico estadounidense nacionalizado mexicano, más conocido por ser el baterista y cantante de la banda de rock mexicano Molotov, aparte toca la guitarra y rara vez el bajo.

## Biografía
En 1992 llegó a México para terminar la preparatoria.  Como no tenía muchos amigos por ser introvertido ni donde jugar, se puso a tocar la batería. Participó en varios grupos de distintos estilos musicales, hasta que llegó con unos muchachos raperos que le hicieron sentir cómodo.
En 1995 Jay de la Cueva lo reclutó para entrar a Molotov tras la salida de Ivan Jared “La Quesadillera” de la banda. Con Molotov ha grabado seis discos de estudio y ha emprendido giras por diversos países de Latinoamérica y de otras partes del mundo.
En el año 2001, Molotov entró en receso, por lo que Randy, con sus amigos Jay de la Cueva, Javier Ramírez (Cha!) e Iñaki, formó Moderatto. Randy participó en la grabación del primer disco de la banda, titulado Resurrexión, tocando la batería. Dos años después Randy abandonó Moderatto y fue sustituido por Elohim Corona (actual baterista de Moderatto), y los integrantes de Molotov se volvieron a reunir para formar el disco Dance and Dense Denso.
Randy es autor de canciones de Molotov como "Molotov Cocktail Party", "Use It or Lose It", "Guácala qué rico", "Ass Latino", entre otras. En 1999, junto con Molotov hizo un cover de la famosa canción de Tone Loc "Funky Cold Medina".
Molotov anuncia su separación en enero de 2007 (que finalmente fue sólo una estrategia mediática). Cada miembro de la banda grabó un EP por separado que luego pasaron a formar parte del último disco de la banda hasta ese momento Eternamiente.
Su EP, llamado Miss Canciones, cuenta con "Guacala que rico", "Blame Me", "Sentido común", "Watts" y "Outro" (las hijas de Randy cantan también en este EP). Su EP es muy personal; por ejemplo, la canción "Blame Me" (en español "Cúlpame") es dedicada a su exesposa y habla sobre los problemas que tuvieron durante su relación, incluyendo la poca iniciativa de ella por recuperar su matrimonio.
En 2010, hizo un cameo como Kevin en la serie Soy tu fan, de Once TV México. También tuvo un cameo en la serie de ESPN El Diez en septiembre de 2011.
El 31 de enero de 2020 en conjunto con Roberto "Darkar" Alatriz produce el disco Balance Universal.

## Discografía

### Con Molotov
- ¿Dónde jugarán las niñas? (1997)
- Molomix (1998)
- Apocalypshit (1999)
- Dance and Dense Denso (2003)
- Con Todo Respeto (2004)
- Eternamiente (2007)
- Desde Rusia con amor (2011)
- Agua Maldita (2014)
- MTV Unplugged: El Desconecte (2018)
- Sólo D’Lira (2023)

### Colaboraciones
- Moderatto - Resurrexión (2001)
- Control Machete - Ahora (2003)
- Finde  - Metropolis (2006)
- Kinky - Those Girls (2009)
- Illya Kuryaki And The Valderramas - Madafaka (2013)
- Kchiporros - Jugar con fuego (2020)
- Vete a la Versh - Pinche Gorda (2020)